# 柳恽

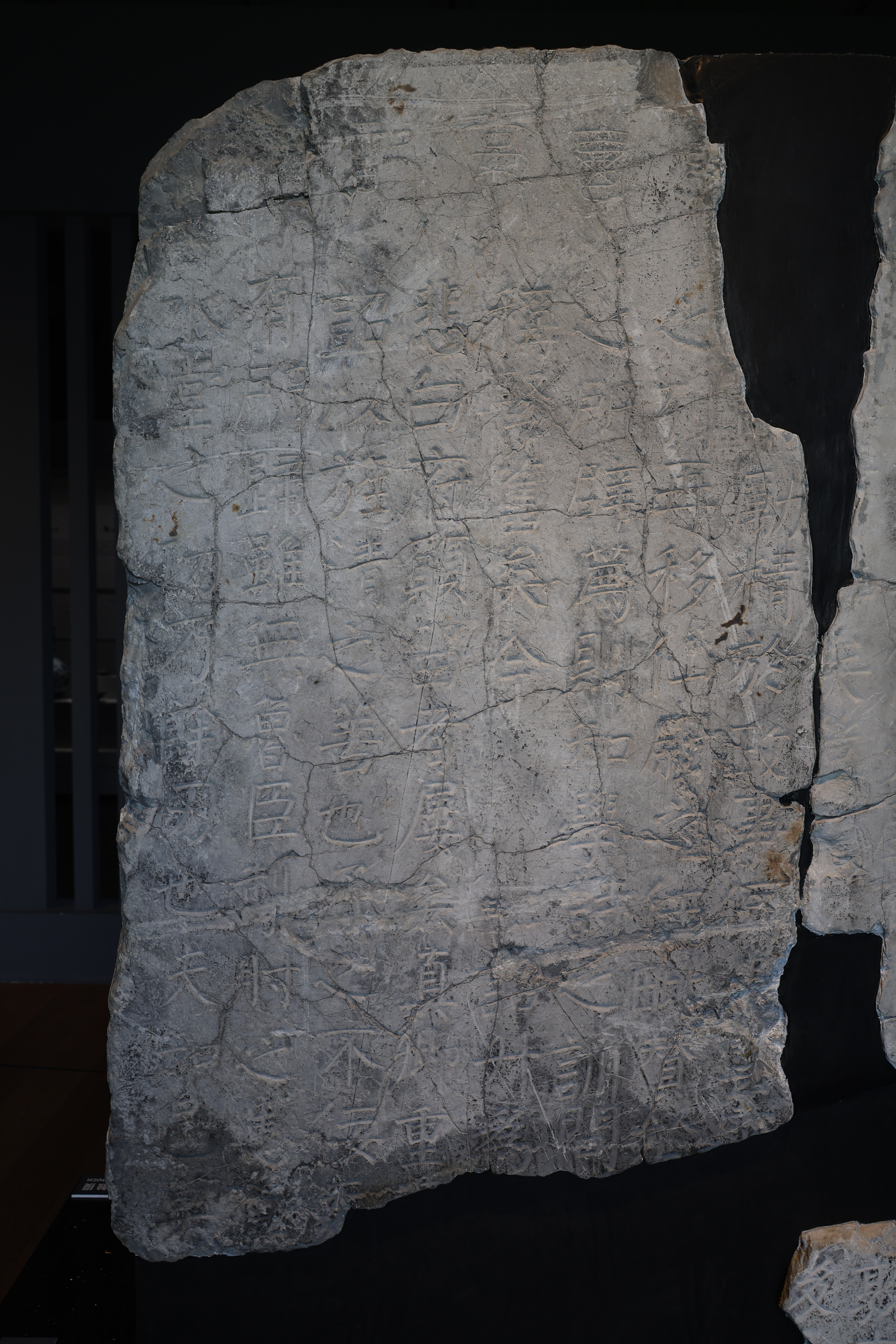
大曆十二年（777），烏程縣令李清位為紀念柳惲而請顏真卿書丹的《修梁吳興太守柳文暢西亭記》碑（陰面）。

柳惲（465年—517年），字文暢，河东郡解县（今山西省运城市临猗县）人。南朝齐时诗人。
柳元景之侄孫，其父柳世隆，官至尚书令。柳恽少有志行，与陈郡谢瀹邻居，两人深见友爱。谢瀹称赞柳恽：“宅南柳郎，可为仪表。”
柳恽之父柳世隆善弹琴，世称柳公双琐，柳恽也“雅善音律，万为笃好于琴”，他師從戴逵的学生嵇元荣、羊盖，穷其妙法。齐竟陵王萧子良将他引入王府中为法曹行参军，曾在后园置酒设宴，萧子良有一张东晋太傅谢安的鸣琴，让柳恽弹奏，听后称赞道：“卿巧越嵇（元荣）心，妙臻羊（盖）体，良质美手，信在今夜。岂止当今称奇，亦可追踪古烈。”
在南齐歷任太子洗马、鄱陽王相、骠骑从事中郎。萧衍在建邺为丞相时，任征东府司马、相國右司馬。入梁，任平越中郎将、广州刺史、秘书监、吴兴太守，为政清静。
柳恽多才多艺，善于弹琴，创击琴术，精通音律，与沈约等人一同制定新律。还善于投壶、博射、弈棋、占卜、医术，梁武帝曾赞叹道：“吾闻君子不可求备，至如柳恽可谓具美。分其才艺，足了十人。”他诗歌文章作品被时人传诵，今多散佚，只存诗二十余首，载《玉台新咏》、《文苑英华》。光绪《乌程县志》记载：“柳恽故宅及读书堂在毗山，毗山顶有毗山亭，梁太守柳恽建。”

## 延伸阅读
[在维基数据编辑]
 在维基文库阅读此作者作品
 《梁書·卷21》，出自姚思廉《梁書》